# Laoyazui Shuiku
Laoyazui Shuiku (kinesiska: 老鸦咀水库) är en reservoar i Kina. Den ligger i provinsen Shaanxi, i den nordvästra delen av landet, omkring 68 kilometer väster om provinshuvudstaden Xi'an. Laoyazui Shuiku ligger 588 meter över havet. Trakten runt Laoyazui Shuiku består till största delen av jordbruksmark.
Genomsnittlig årsnederbörd är 668 millimeter. Den regnigaste månaden är september, med i genomsnitt 143 mm nederbörd, och den torraste är december, med 1 mm nederbörd.